# Ralleu
Ralleu (([rə'ʎew], oficialment i en francès Railleu) és una comuna de les Garrotxes de Conflent, sotscomarca del Conflent, a la Catalunya del Nord.

## Etimologia
Explica Joan Coromines que Ralleu prové del nom propi germànic femení Adalhaid, com va establir en el seu ampli estudi sobre els topònims catalans d'origen germànic.
L'evolució des de la forma original fins a l'actual de Ralleu fora molt difícil sense l'evolució de la seva grafia en els documents aportats per l'historiador Julià-Bernat Alart: Araled, Araleu, Areleu, Aralleu (en un altre document Arelleu)...

## Geografia

### Localització i característiques generals del terme

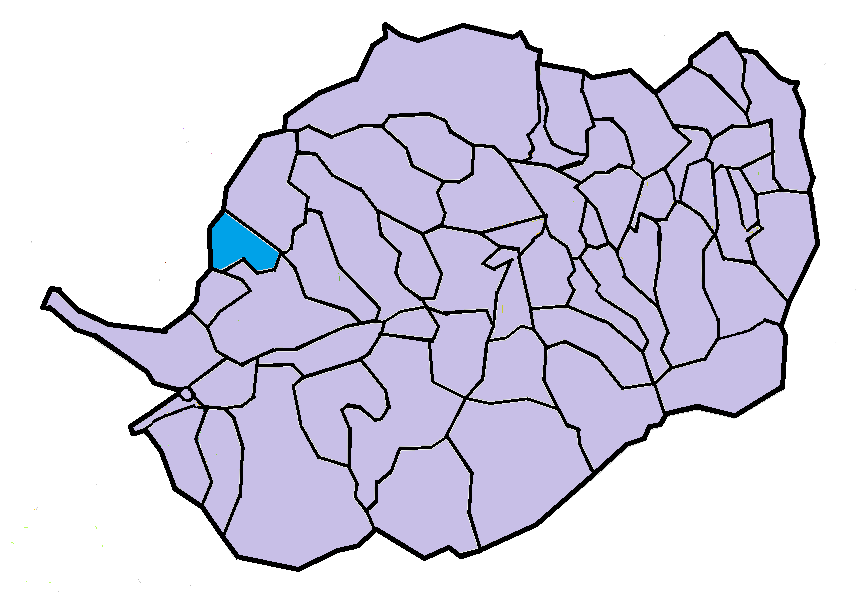
Situació de la comuna de Ralleu en el Conflent

El terme comunal de Ralleu, de 99.700 hectàrees d'extensió és situat a l'extrem nord-oest de la seva comarca, a la part alta de la vall de la Ribera de Cabrils, afluent indirecte de la Tet per l'esquerra. És a l'extrem nord-oest de la comarca, al límit amb el Capcir. La de Ralleu és la tercera entitat municipal amb menys població dels Països Catalans, també la tercera de la comarca del Conflent.
El terme sencer de Ralleu és la vall del Rec o Ribera de Ralleu, des de la seva formació a llevant del Coll de Creu fins a la seva desembocadura en la Ribera de Cabrils. Els límits de la comuna són quasi íntegrament límits naturals: les carenes que envolten aquesta vall. A ponent, es tracta de la carena que separa el Conflent del Capcir, al terme de Matamala. Va des del quadrifini de Censà, Formiguera, Matamala i Ralleu, a 1.896,2 m alt, en el vessant sud-oest del Puig dels Agrellons majoritàriament cap al sud, amb diversos canvis de direcció, passant pel Coll de Creu, a 1.708,1, pel Pla de les Saleres, a 1.761, i la Pica Bastard, a 2.093. Al sud-oest, el breu termenal amb Caudiers de Conflent és també una carena, la que separa la vall de Ralleu de la de Caudiers, al voltant dels 2.000 m alt. El límit sud, amb Aiguatèbia i Talau, és en el primer tram una altra carena, continuïtat de l'anterior, que arriba al Pic del Pas del Llop, de 1.283 m alt. Des d'aquest darrer punt, el termenal deixa de seguir límits naturals, i va davallant fins que travessa la Ribera de Caudiers, a 1.577, i s'enfila cap al serrat del nord del poble d'Aiguatèbia, on assoleix els 1.507 al Coll de Joell, i continua cap a l'est - nord-est cap al Bac de Bordoll, al sud-est del poble de Ralleu, on arriba a la llera de la Ribera de Cabrils, a 1.134,6 m alt.
Al sud-est, aquest riu fa de termenal un breu tram, entre la darrera altitud expressada i els 1.191 m alt, i aleshores s'enfila cap a la Serra de les Canaletes, al nord-oest, on puja ràpidament fins als 1,604 m alt, i, sempre pujant, s'enfila al vessant sud-oest del Puig dels Agrellons esmentat al començament. El punt més elevat és, doncs, els 2.000 metres, aproximadament, de l'extrem sud-oest del terme, i el més baix, la llera de la Ribera de Cabrils, a 1.134,8, a l'extrem sud-est de la comuna. El poble de Ralleu és a 1.337.
Ralleu forma part del Parc Natural Regional dels Pirineus Catalans.
Termes municipals limítrofs:
|                      | Formiguera (Capcir) | Censà  |
| Matamala (Capcir)    |                     | Orellà |
| Caudiers de Conflent | Aiguatèbia i Talau  |        |

### El poble de Ralleu

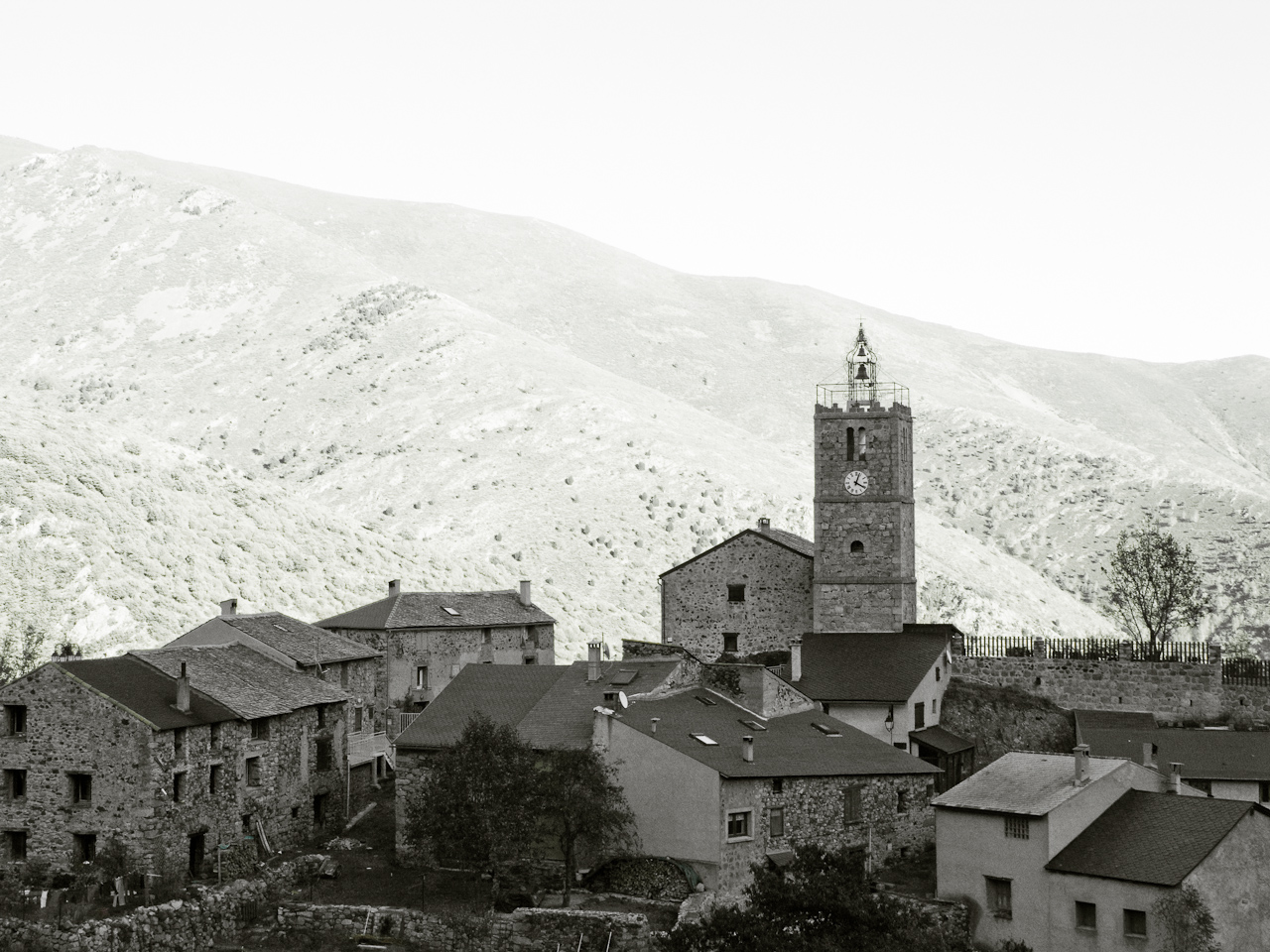
Ralleu

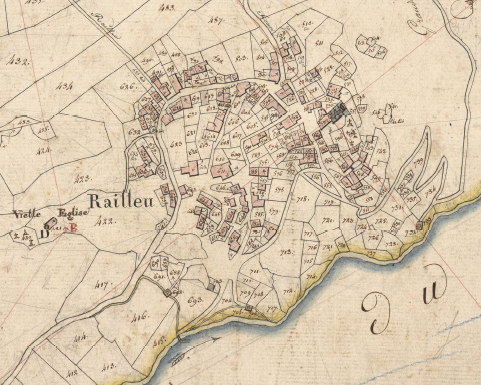
Ralleu en el Cadastre napoleònic del 1812 (Arxius Departamentals dels Pirineus Orientals)

El poble de Ralleu és a l'extrem sud-oriental del seu terme comunal, situat en un coster a l'esquerra de la Ribera de Ralleu poc abans que aquesta s'aboqui en la Ribera de Cabrils. El poble està solcat per un torrent, amb mig poble a una banda i l'altre mig a l'altra. El de més a llevant correspon a l'àmbit del Castell de Ralleu, ara desaparegut.
L'església parroquial de Sant Julià i Santa Basilissa és a l'extrem sud-est del poble, en el punt més baix i al costat del cementiri, però aturonada al nord-oest del poble, en un esperó rocós, en el lloc on hi hagué el vilatge primigeni de Ralleu, hi ha les restes de l'església vella. L'actual església parroquial és dins de l'àmbit del desaparegut Castell de Ralleu, les pedres del qual serviren per a la nova església, així com per a les cases del nou poble, sorgit de la reconstrucció de les cases després de l'incendi sofert a mitjan segle xvi pels hugonots.

### Els masos del terme
El terme de Ralleu a penes té construccions isolades, fora del nucli de població. Així, s'hi poden trobar la Cabana de la DDE, la Cabana de la Jaça dels Moltons, el Cortal del Gitano, o d'en Sicre, que és en ruïnes, com ho són també el Cortal del Massies i el d'en Sabri. Havia existit el Molí de Picamal, però només en queda el nom, i, finalment, el Pont Vell.

### Hidrònims
El curs d'aigua vertebrador de la comuna de Ralleu és la ribera que porta el nom del poble. La resta dels existents són afluents seus: Rec de Ralleu, Còrrec de Prat Joan, Còrrec de la Jaça dels Moltons, Còrrec de Xorri, amb el Torrent del Fontanal Gros, Còrrec de Roca Troca, Còrrec del Bac i, a l'extrem sud-est del terme, la Ribera de Caudiers, que procedeix del terme de Caudiers de Conflent i hi aporta, dins del terme de Ralleu, el Còrrec dels Clots. Tot plegat, a l'extrem sud-est del terme, aflueix en la Ribera de Cabrils, que justament fins a aquest lloc és anomenada Ribera de Censà.

### Orònims
Els topònims que indiquen indrets geogràfics específics o formes de relleu es poden classificar en bagues, com el Bac de Bordoll, el Bac de Creu, el Bac de la Valleta, o de Ralleu, el Bac del Fontanal Gros, el Bac de Xorri i el Bac de l'Escarabat; boscs, com el Bosc Comunal de Ralleu i el Bosc Estatal del Camí Ramader; clots, com el Clot d'Avall, el Clot de Dalt, els Clots, els Clots del Forn; colls. com la Collada del Carbó, la Collada de Roca Troca, el Coll de Creu, el Coll de Joell, el Coll del Dragó, el Coll de Pica Bastard; coves, com la Cova d'en Perers; muntanyes, com Pica Bastard, el Pic de l'Home, el Pic del Pas del Llop i el Roc de les Comes; planes, com el Pla de les Saleres; serres i serrats, com el Serrat de les Canaletes, el Serrat de Xorri i el Serrat Roig, o de l'Home, i solanes, com el Solà de la Carrera i el Solà del Coll de Creu.

### El terme comunal

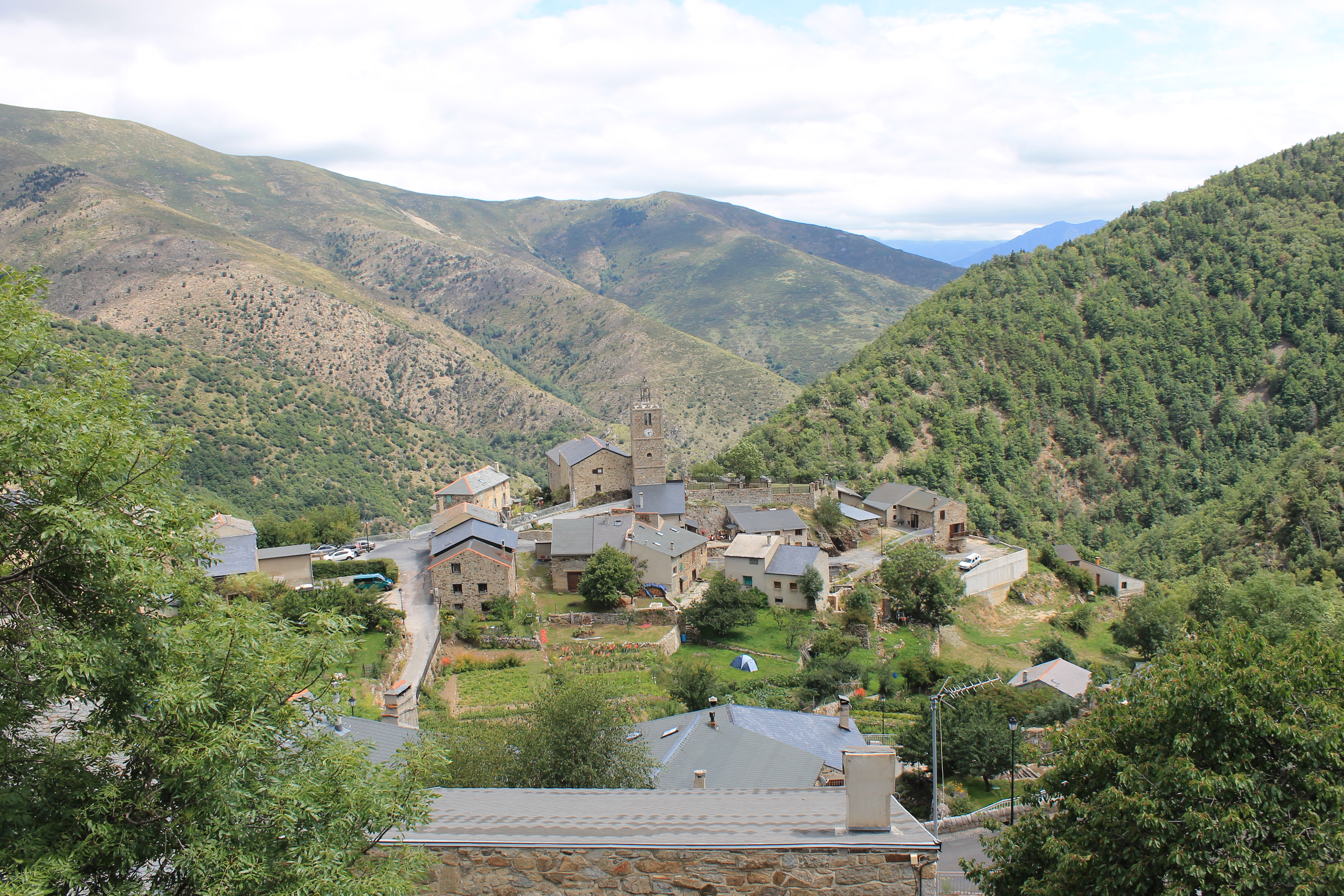
Vista sobre Ralleu i les Garrotxes

Les partides i indrets específics del terme de Ralleu són els Agrellons, l'Avellanosa, el Camí Ramader, les Brancades, Cantallops, la Collada, la Cova d'en Perers, la Cremada, el Forcat de les Aigües, les Feixes, la Iglesi Vella, la Jaça de Campllong, la Jaça dels Moltons, la Jaça dels Xais, el Jacil, el Mener, el Pont Vell, Prat Roan, Rocacorba i Roca Troca.
Alguns topònims corresponen a senyals termenals, com el Roc de la Cova d'en Perers, la Creu de la Collada del Carbó, la Creu de la Drecera, la Creu de la Jaça de Campllong, la Creu del Cim de la Collada del Carbó, la Creu del Cim del Bac de Creu, la Creu del Coll de Creu, la Creu del Roc de les Comes, la Creu d'en Corrieu, la Creu d'en Monet, la Creu d'en Roig, la Creu d'en Sidó, les Creus del Bac del Coll de Creu, les Creus del Solà del Coll de Creu, les Creus d'en Gran, Pedra, o Peira Plana, el Piló de Parotxet, el Roc del Coll de Pica Bastard, el Roc del Cucut, el Roc del Pas del Llop, la Serra del Bosc dels Meners de Censà i el Serrat dels Agrellons.

## Transports i comunicacions
Ralleu està tan mal comunicat com tots els altres pobles petits de la comarca, oimés, en aquest cas, pel fet de trobar-se al capdamunt d'una vall muntanyosa.

### Carreteres
Una sola carretera, amb una variant, travessa el terme de Ralleu. Es tracta de la D - 4 (Oleta - Matamala), que dins del terme de Ralleu té una variant: la D - 4f (D - 4, a Ralleu - Caudiers de Conflent), que permet arribar fins al poble d'aquest nom.

### Transport públic col·lectiu
El poble de Ralleu només disposes del TAD (Transport à la demande), com tots els altres pobles petits del Conflent.

### Els camins del terme
El de Ralleu és un terme amb pocs camins. D'una banda, hi ha els camins interns del terme: Camí de Campllong, Camí de la Costa, Camí de la Farga, Camí del Bosc, Camí de l'Espinassera, Camí de Tallet de Cabana i la Tira dels Llagunats. De l'altra, els camins que uneixen Ralleu amb els pobles i termes veïns són el Camí de Caudiers, el de Caudiers a Aiguatèbia, el de Censà, el dels Capcinesos, el Camí Vell del Capcir a Caudiers, el Camí Vell del Capcir a Aiguatèbia, la Carrerada del Camí Ramader, la Ruta de Caudiers i la de Censà.

## Activitats econòmiques
La minsa activitat econòmica de Ralleu és actualment una sola explotació agrícola, força modesta. La principal activitat tradicional era l'explotació del bosc, que es continua fent, però a partir de l'organisme estatal dels boscs, que es gestiona des de fora de Ralleu.

## Història

### Edat mitjana
A finals del segle xiii el lloc de Ralleu, amb Conat i Paracolls, era en mans de descendents de la família de Paracolls: n'eren senyores les germanes Esclarmunda de Conat i Sibil·la de Paracolls, muller, respectivament, de Ramon d'Urtx, de la família comtal de Cerdanya, i Xatbert de Barbaira. El 1305, però, els tres llocs passaren a mans de la corona, fins que Jaume III de Mallorca els cedí al vescomte d'Èvol entre el 1341 i el 1343. Vint anys més tard, eren de nou infeudades per Pere III, ara al burgès Perpinyà Pere Blan. A darreries del segle xiv foren adquirides per la família d'Oms, en la seva branca principal, que la mantingué fins ben entrada l'edat moderna.

### Edat Moderna
Els d'Oms la conservaren fins al 1680, malgrat algunes despossessions i restitucions a causa de la posició política d'aquesta línia dels d'Oms, que es van arrenglerar sempre amb els interessos contraris al regne de França. El 1685, finalment, aquestes senyories foren subhastades i adquirides per Clément de Boisambert. A mitjan segle xvi una incursió d'hugonots procedents del nord devastaren el poble i el castell de Ralleu, i es va refer el poble a redós de les restes del castell, on es construí també la nova església parroquial.

## Demografia

### Demografia antiga
La població està expressada en nombre de focs (f) o d'habitants (h)
| 15 f | 11 f | 21 f | 227 h | 48 f | 47 f |

(Fonts: Pélissier, 1986.)

### Demografia contemporània
| Evolució de la població |      |      |      |      |      |      |      |      |
| 1793                    | 1800 | 1806 | 1821 | 1831 | 1836 | 1841 | 1846 | 1851 |
| 287                     | 282  | 312  | 305  | 288  | 281  | 268  | 248  | 250  |

| 1856 | 1861 | 1866 | 1872 | 1876 | 1881 | 1886 | 1891 | 1896 |
| ---- | ---- | ---- | ---- | ---- | ---- | ---- | ---- | ---- |
| 243  | 240  | 247  | 224  | 221  | 218  | 214  | 186  | 200  |

| 1901 | 1906 | 1911 | 1921 | 1926 | 1931 | 1936 | 1946 | 1954 |
| ---- | ---- | ---- | ---- | ---- | ---- | ---- | ---- | ---- |
| 198  | 190  | 172  | 119  | 99   | 91   | 85   | 78   | 61   |

| 1962 | 1968 | 1975 | 1982 | 1990 | 1999 | 2005 | 2010 | 2015 |
| ---- | ---- | ---- | ---- | ---- | ---- | ---- | ---- | ---- |
| 48   | 25   | 11   | 10   | 11   | 16   | 12   | 22   | 29   |

Fonts: Ldh/EHESS/Cassini fins al 1999, després INSEE a partir deL 2004

### Evolució de la població

Població 1962-2008

## Administració i política

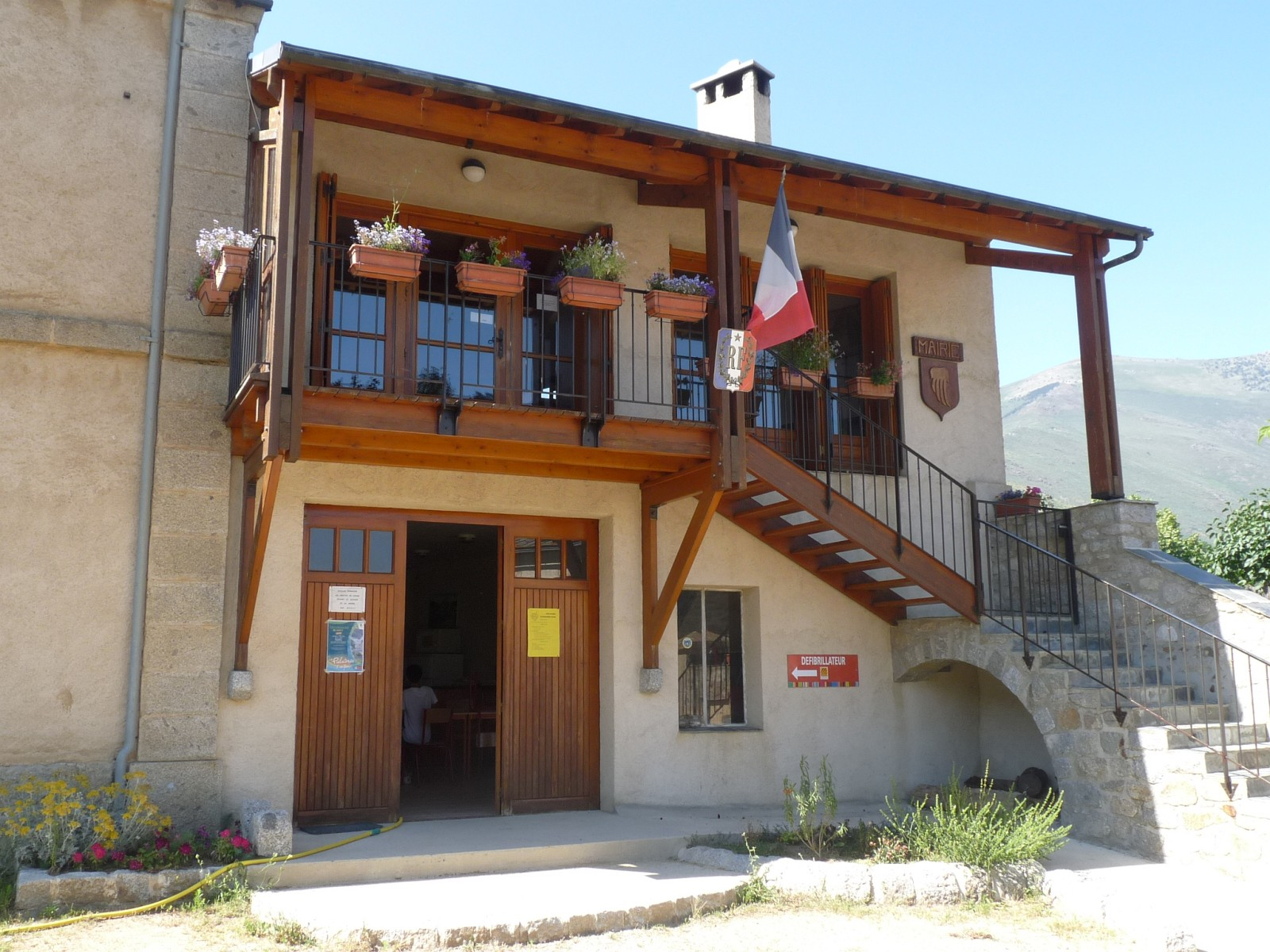
La Casa del Comú de Ralleu

### Batlles
| Alcalde              | Període                               |
| -------------------- | ------------------------------------- |
| Baptiste Pradeill    | Abril del 1793 - Octubre del 1793     |
| Jean Mayens          | Octubre del 1793 - Novembre del 1797  |
| Jean-Pierre Sicre    | Novembre del 1797 - Juny del 1808     |
| Michel Badouix       | Juny del 1808 - Març del 1816         |
| Jean Asparre         | Març del 1816 - Gener del 1826        |
| Jacques Sicre        | Gener del 1826 - Maig del 1830        |
| Emmanuel Courriu     | Maig del 1830 - Novembre del 1830     |
| Sébastien Badouix    | Novembre del 1830 - Desembre del 1831 |
| Jean Asparre         | Desembre del 1831 - ?                 |
|                      |                                       |
| Dominique Courriu    | Desembre del 1840 - Octubre del 1846  |
| Jean Sicre           | Octubre del 1846 - Març del 1848      |
| Michel Galliay       | Març del 1848 - Febrer del 1850       |
| Jean Salet           | Febrer del 1850 - Abril del 1851      |
| Sébastien Mayens     | Abril del 1851 - Juliol del 1852      |
| Jean Sicre           | Juliol del 1852 - Febrer del 1855     |
| Dominique Courriu    | Febrer del 1855 - Setembre del 1859   |
| Jean Asparre         | Setembre del 1859 - Agost del 1870    |
| Antoine Asparre      | Agost del 1870 - Abril del 1871       |
| Baptiste Bournet     | Abril del 1871 - Novembre del 1877    |
| Joseph Cambillau     | Novembre del 1877 - Setembre del 1879 |
| Jean Bournet         | Setembre del 1879 - Juliol del 1884   |
| Antoine Bournet      | Juliol del 1884 - Abril del 1892      |
| Etienne Bournet      | Abril del 1892- Maig del 1893         |
| Barthélémy Galiay    | Maig del 1893 - Novembre del 1899     |
|                      |                                       |
| Jean Corrieu         | ? - Març del 1902                     |
| Jean Bournet         | Març del 1902 - Maig del 1907         |
| Isidore Autones      | Maig del 1907 - Abril del 1908        |
| Antoine Delcassou    | Abril del 1908 - Abril del 1912       |
| Isidore Autones      | Abril del 1912 - Juny del 1919        |
| Jean Bournet         | Juny del 1919 - Juny del 1921         |
| Joseph Goze          | Juny del 1921 - Gener del 1922        |
| Firmin Goze          | Gener del 1922 - Gener del 1925       |
| Antoine Mitjaville   | Gener del 1925 - Gener del 1928       |
| Florentin Raspaud    | Gener del 1928 - Gener del 1959       |
| Adrien Sicre         | Gener del 1959- Març del 1977         |
| Guy Bobo             | Març del 1977 - Març del 1983         |
| Henri Ibos           | Març del 1983 - Març del 1989         |
| Marcel Mayens        | Març del 1989 - Març del 2008         |
| Marie-Claude Respaut | Març del 2008 - Març del 2014         |
| Yves Dourliach       | Març del 2014 - Moment actual         |

### Legislatura 2014 - 2020

#### Batlle
- Yves Dourliach.

#### Adjunts al batlle[8]
- 1a:
- 2n: .

#### Consellers municipals
- Franck Aprahamian
- Patrice Camps
- Serge Prats
- Richard Requena
- Christiane Sistac-Fité
- Francis Vidal.

### Adscripció cantonal

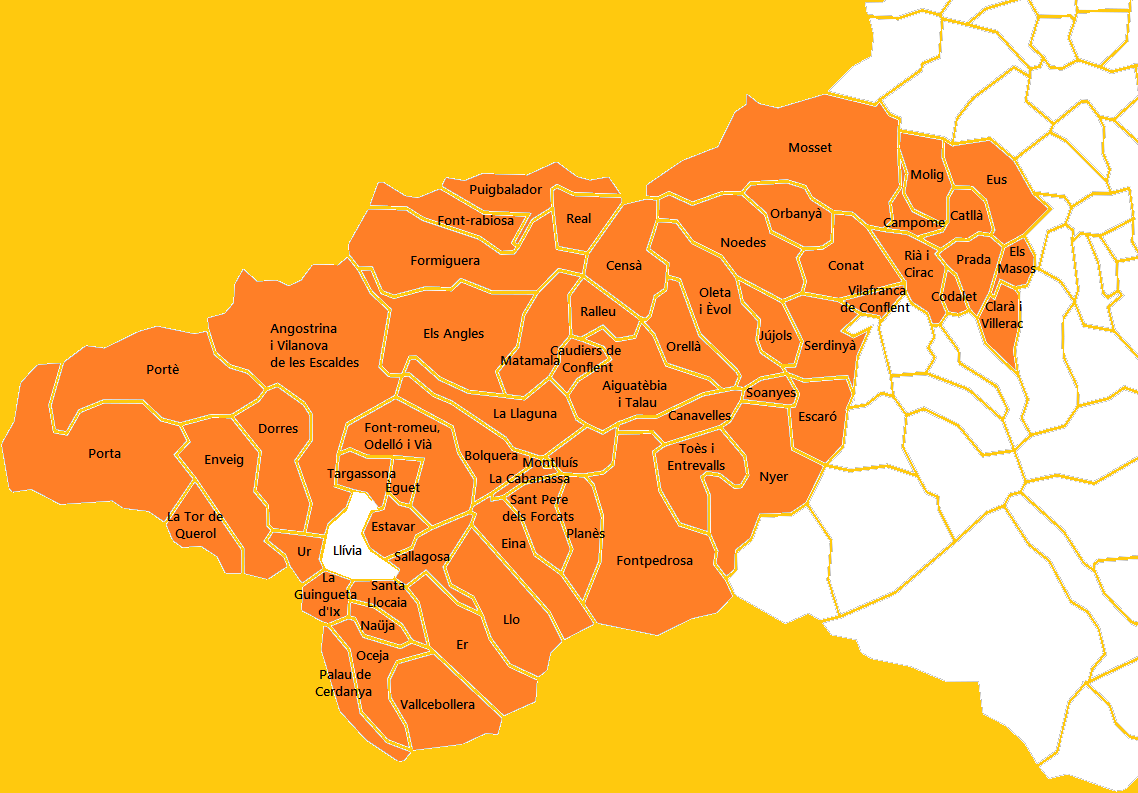
Mapa del Cantó dels Pirineus Catalans

A les eleccions cantonals del 2015 Ralleu ha estat inclòs en el cantó número 13, dels Pirineus Catalans, que inclou els pobles d'Angostrina i Vilanova de les Escaldes, Bolquera, Dorres, Èguet, Eina, Enveig, Er, Estavar, Font-romeu, Odelló i Vià, la Guingueta d'Ix, Llo, Naüja, Oceja, Palau de Cerdanya, Porta, Portè, Sallagosa, Santa Llocaia, Targasona, la Tor de Querol, Ur i Vallcebollera, de la comarca de l'Alta Cerdanya, els Angles, Font-rabiosa, Formiguera, Matamala, Puigbalador i Ral, de la del Capcir, i les viles de Montlluís, Prada i Vilafranca de Conflent i els pobles d'Aiguatèbia i Talau, la Cabanassa, Campome, Canavelles, Catllà, Caudiers de Conflent, Censà, Clarà i Villerac, Codalet, Conat, Escaró, Eus, Fontpedrosa, Jújols, la Llaguna, Els Masos, Molig, Mosset, Noedes, Nyer, Oleta i Èvol, Orbanyà, Orellà, Planès, Ralleu, Rià i Cirac, Sant Pere dels Forcats, Sautó, Serdinyà, Soanyes i Toès i Entrevalls, de la del Conflent, amb capitalitat a Prada. Són conselleres per aquest cantó Jean Castex i Hélène Josende, de la Unió de la Dreta.

### Serveis comunals mancomunats
Ralleu forma part de la Comunitat de comunes dels Pirineus Catalans, amb capitalitat a la Llaguna, juntament amb Aiguatèbia i Talau, els Angles, Bolquera, la Cabanassa, Caudiers de Conflent, Censà, Eina, Font-romeu, Odelló i Vià, Font-rabiosa, Formiguera, la Llaguna, Matamala, Montlluís, Planès, Puigbalador, Real, Sant Pere dels Forcats i Sautó.

## Ensenyament i Cultura
Com la majoria de pobles petits del Conflent, Ralleu no té actualment escola pròpia i, com a la major part, l'edifici de les antigues escoles públiques del poble serveix avui dia de Casa del Comú. Els seus infants van preferentment a les escoles dels Angles, Formiguera o Matamala, principalment, els seus adolescents i joves, per a secundària als col·legis de Prada i Font-romeu, i per al batxillerat als liceus dels mateixos llocs anteriors.

## Llocs i monuments

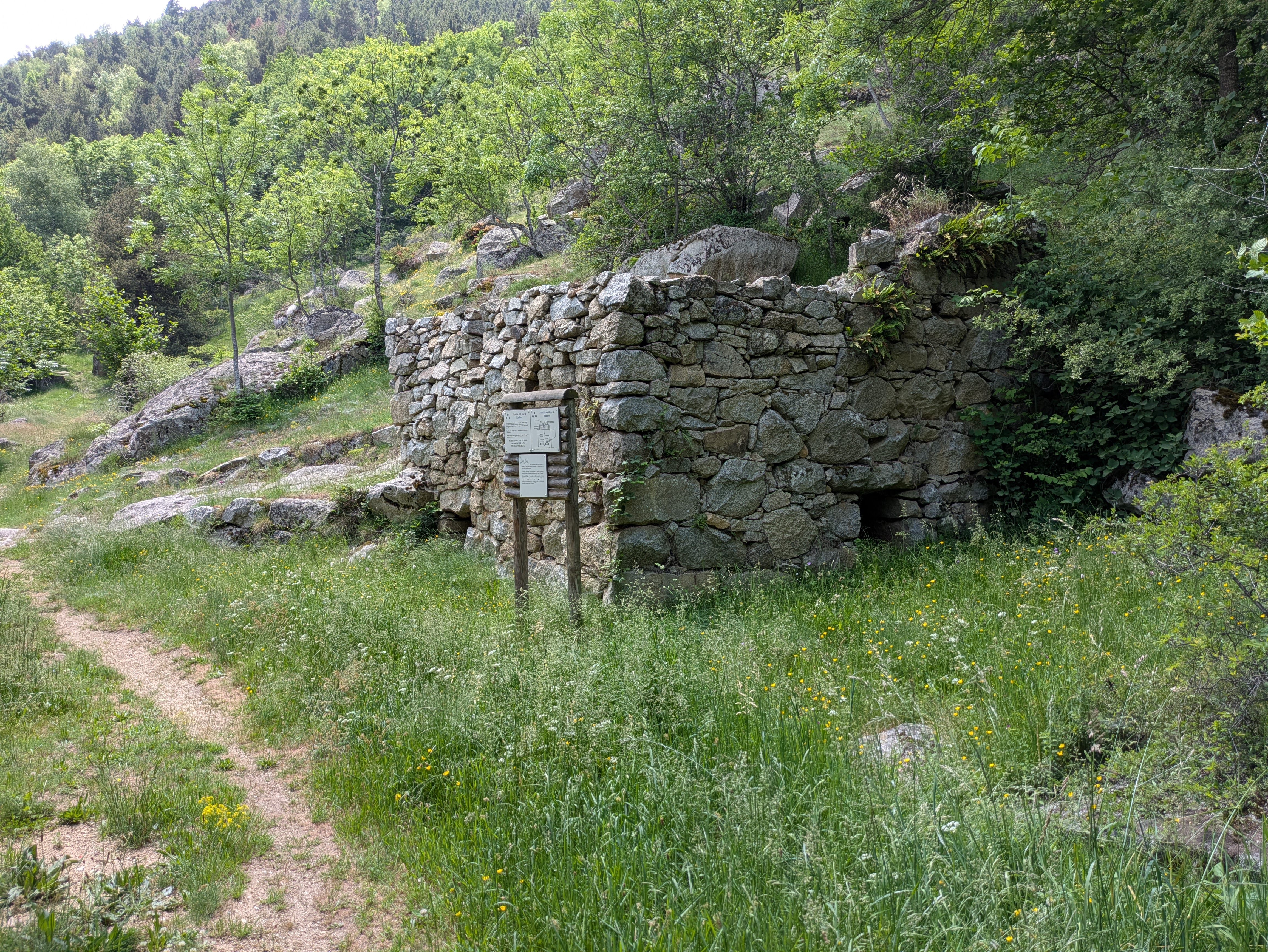
El Molí del Bac.

- Restes de l'església romànica de Sant Julià i Santa Basilissa (segle xiii)
- Església npva de Sant Julià i Santa Basilissa, del 1703
- Restes del Castell de Ralleu.
- El Molí del Bac - un antic molí d'aigua per moldre gra, prop del poble de Railleu[9].